# Лисичанский завод резинотехнических изделий
Лисичанский завод резинотехнических изделий — промышленное предприятие в городе Лисичанск Луганской области Украины.

## История
Лисичанский завод резиновых технических изделий имени 50-летия СССР построили в 1962 - 1965 годы в соответствии с семилетним планом развития народного хозяйства СССР, его строительство являлось одной из ударных комсомольских строек республиканского значения. В 1966 году завод начал работу и произвёл первую продукцию.
30 августа 1967 года при заводе был открыт филиал Рубежанского химико-технологического техникума (с 1984 года - Лисичанский нефтехимический техникум).
По состоянию на начало 1982 года, основной продукцией завода являлись транспортёрные ленты, пасы, регенерат, рукава, формованные и неформованные резинотехнические изделия для различных отраслей промышленности, а также резиновые изделия хозяйственно-бытового назначения. На предприятии имелась автоматизированная система управления производством.
В целом, в советское время завод входил в число крупнейших предприятий города, на его балансе находились объекты социальной инфраструктуры, на заводской территории находилась насосная станция городского водоканала.
В июле 1995 года Кабинет министров Украины утвердил решение о приватизации завода. В дальнейшем, государственное предприятие было преобразовано в открытое акционерное общество.
В августе 1997 года завод был включён в перечень предприятий, имеющих стратегическое значение для экономики и безопасности Украины, в дальнейшем до марта 1999 года он находился в ведении Фонда государственного имущества Украины.
С 2004 года правительство Украины облегчило импорт в страну конвейерных лент иностранного производства, что осложнило положение завода.
Начавшийся в 2008 году экономический кризис ухудшил положение завода. Тем не менее, по состоянию на начало 2010 года завод резинотехнических изделий по-прежнему входил в число крупнейших действующих предприятий города. В августе 2010 года Фонд государственного имущества Украины принял решение о продаже остававшихся в государственной собственности 50,131% акций предприятия. 7 июля 2011 года хозяйственный суд Луганской области признал завод банкротом и открыл ликвидационную процедуру в отношении предприятия.
В октябре 2017 года завод начали разбирать на металлолом и к началу 2019 года он прекратил существование.

## Деятельность
По состоянию на начало 2010 года завод имел возможность производить конвейерные ленты, формовые и неформовые шланги для комплектации узлов, машин и механизмов в различных отраслях промышленности, резиновые рукава высокого давления с металлической оплёткой (в том числе, рукава напорные долгомерные для аппаратов газовой сварки и резки металлов), а также изделия из прорезиненных тканей (надувные лодки «Лисичанка», пневмокаркасные боксы, надувные спасательные жилеты, блокбазы для горноспасателей и др.).